# Thyreus decorus
Thyreus decorus är en biart som först beskrevs av Smith 1852.  Thyreus decorus ingår i släktet Thyreus och familjen långtungebin. Inga underarter finns listade i Catalogue of Life.